# Tổng hội Liên hiệp người Triều Tiên tại Trung Quốc
Tổng hội Liên hiệp người Triều Tiên tại Trung Quốc (viết tắt GAKC) là một nhóm người dân tộc Triều Tiên thân Bắc Triều Tiên tại Cộng hòa Nhân dân Trung Hoa. Tổ chức này do Chủ tịch Choe Un-bok lãnh đạo và tổ chức đại hội lần thứ sáu tại Thẩm Dương, Trung Quốc vào ngày 10 tháng 8 năm 2016. Vào thời điểm đó đã bảy năm kể từ đại hội lần thứ năm của họ.
Có các tổ chức khu vực và phân hội của GAKC, bao gồm một tổ chức đóng ở Châu tự trị dân tộc Triều Tiên Diên Biên. Chủ tịch phân hội châu tự trị Diên Biên Cha Sang-bo cũng là phó chủ tịch Tổng hội Liên hiệp người Triều Tiên tại Trung Quốc.
Họ xuất bản một tờ tạp chí lấy tên là Paektu-Halla.
Tổ chức này rõ ràng được thành lập vào năm 1991, dựa trên "Tổng bộ Triều-Nhật" dưới sự lãnh đạo của Chung Min Lee. Nó lấy tên gọi hiện tại vào năm 1998.